# Panicum chloroleucum
Panicum chloroleucum är en gräsart som beskrevs av August Heinrich Rudolf Grisebach. Panicum chloroleucum ingår i släktet vipphirser, och familjen gräs. Inga underarter finns listade i Catalogue of Life.